# والتر ماركس
والتر ماركس (بالإنجليزية: Walter Marks)‏ هو سياسي أسترالي، ولد في 6 يونيو 1875 في أستراليا، وتوفي في 31 مارس 1951 في أستراليا. حزبياً، نشط في Nationalist Party (Australia) ‏.